# Monte Alegre de Minas (kommun)
Monte Alegre de Minas är en kommun i Brasilien.   Den ligger i delstaten Minas Gerais, i den sydöstra delen av landet, 400 km söder om huvudstaden Brasília. Antalet invånare är 19 616.
Följande samhällen finns i Monte Alegre de Minas:
- Monte Alegre de Minas

Omgivningarna runt Monte Alegre de Minas är huvudsakligen savann. Runt Monte Alegre de Minas är det mycket glesbefolkat, med 6 invånare per kvadratkilometer.